# Döschwitz
Döschwitz is een plaats en voormalige gemeente in de Duitse deelstaat Saksen-Anhalt, en maakt deel uit van de Landkreis Burgenlandkreis.
Döschwitz telt 914 inwoners.

## Galerij

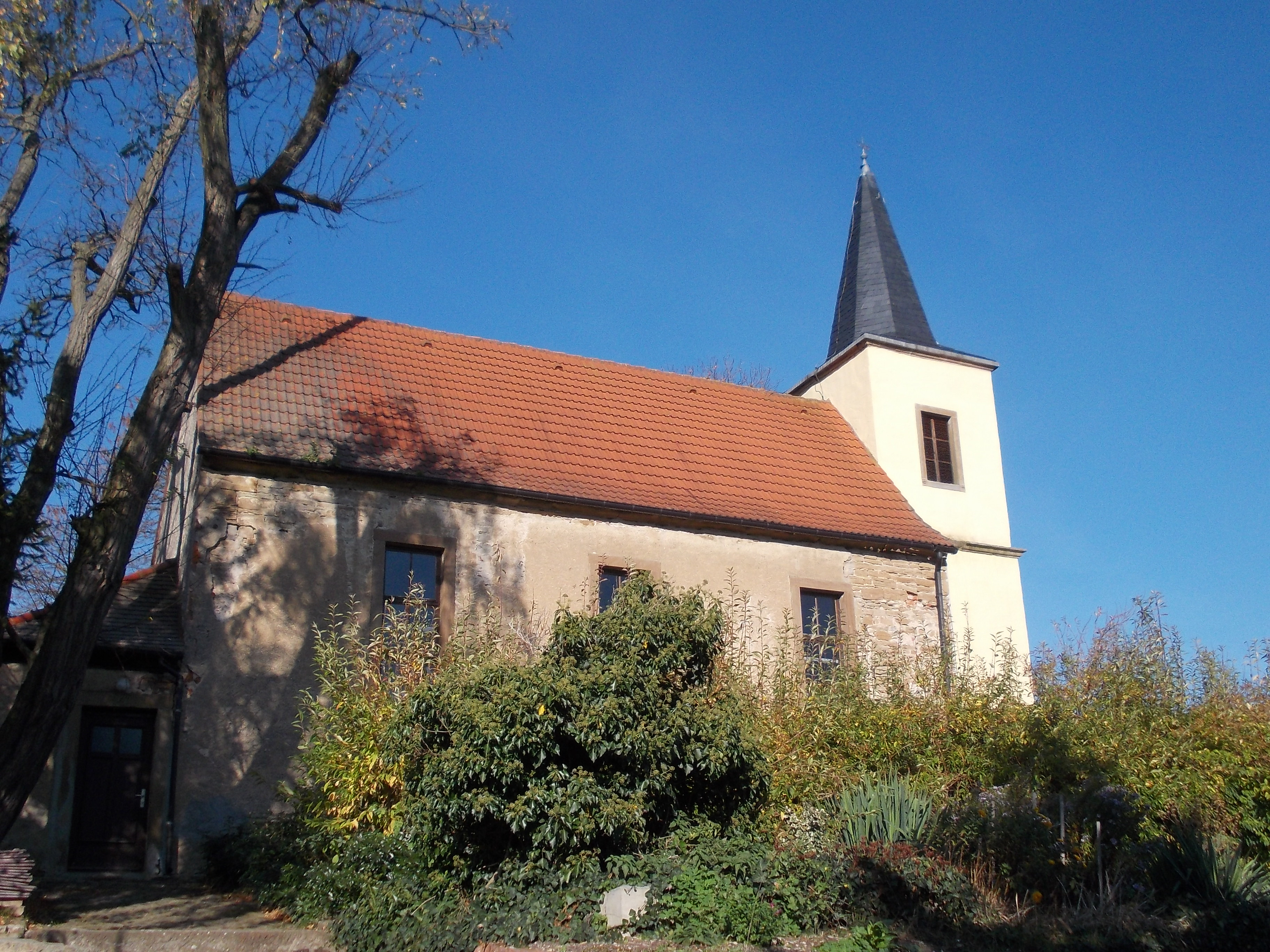
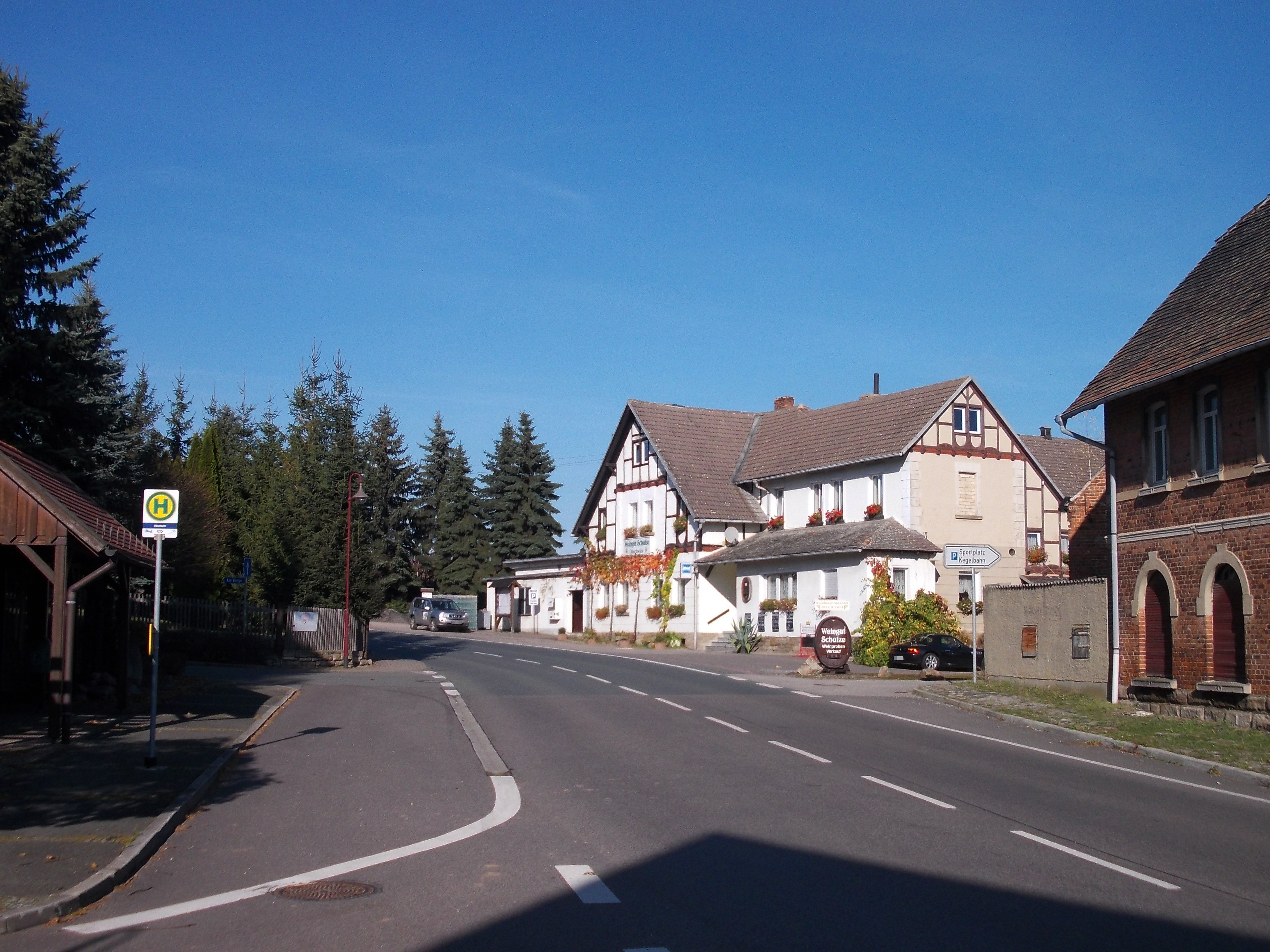
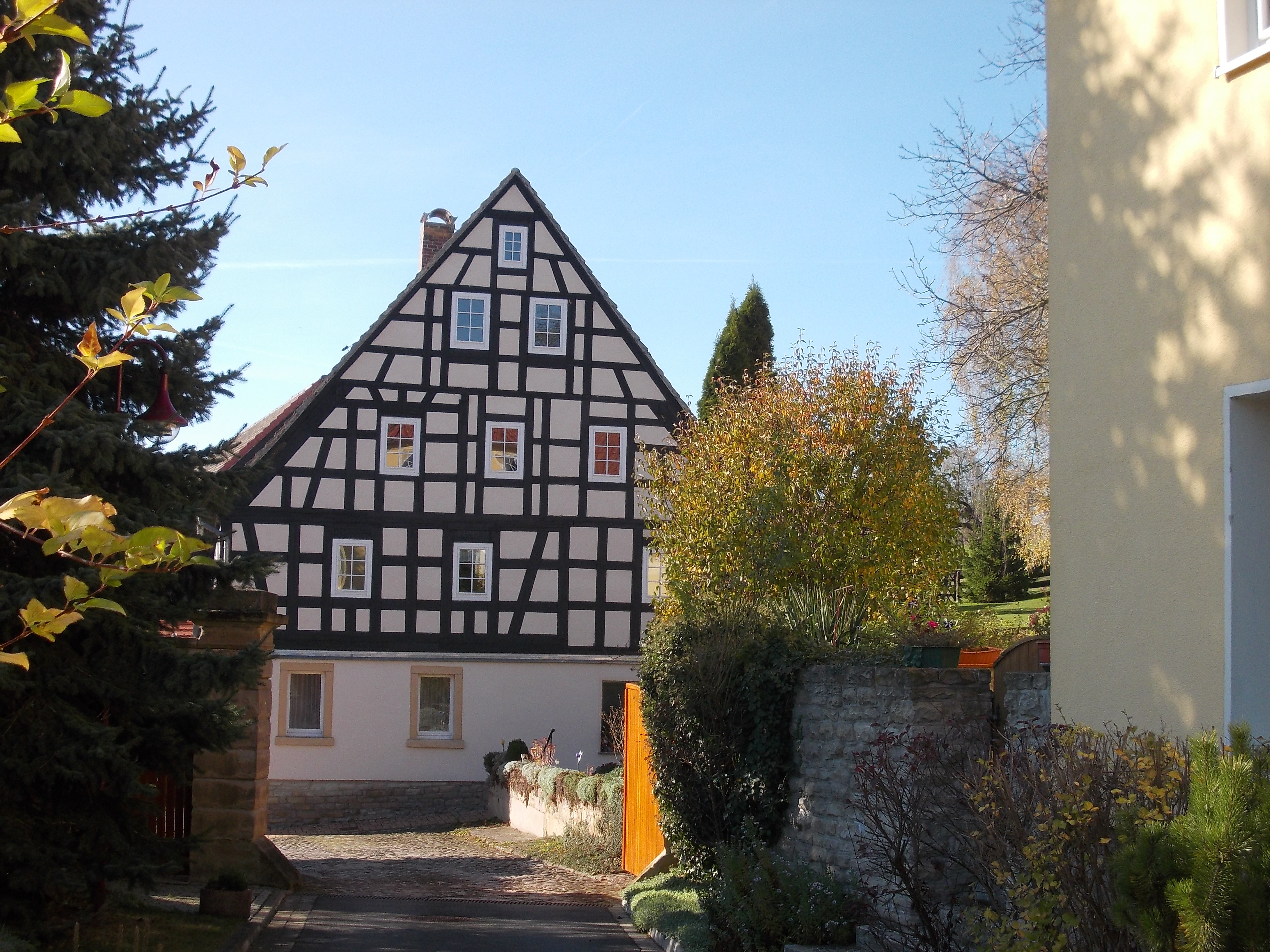